# Gare d'Ouges
La gare d'Ouges est une gare ferroviaire française de la ligne de Dijon-Ville à Saint-Amour, située au sud du village centre de la commune d'Ouges dans le département de la Côte-d'Or en région Bourgogne-Franche-Comté. 
Elle est mise en service en 1892 par la Compagnie des chemins de fer de Paris à Lyon et à la Méditerranée (PLM).
C'est une halte voyageurs de la Société nationale des chemins de fer français (SNCF), desservie par des trains TER Bourgogne-Franche-Comté.

## Situation ferroviaire
Établie à 219 mètres d'altitude, la gare d'Ouges est située au point kilométrique (PK) 323,263 de la ligne de Dijon-Ville à Saint-Amour, entre les gares de Dijon-Ville et de Saulon.  

## Histoire
La station d'Ouges est mise en service en 1892 par la Compagnie des chemins de fer de Paris à Lyon et à la Méditerranée (PLM), sur la ligne de Dijon à Saint-Amour ouverte à l'exploitation depuis dix ans, le 20 juin 1882.
Il s'agit d'une halte doté d'une maisonnette de passage à niveau agrandie avec une aile basse de deux travées pour servir de bâtiment voyageurs.
Ouges est incluse dans la Nomenclature 1911 des gares du PLM : c'est une station qui est ouverte seulement au service des voyageurs, bagages, chiens et articles de messagerie, y compris les denrées, finances et valeurs dont le poids n'excède pas 100 kilogrammes par expédition, les expéditeurs et destinataires étant tenus d'aider à la manutention de leurs colis. Elle est située, sur la ligne de Dijon à Saint-Amour entre les gares de Perrigny et de Saulon.
En 1918, un « poste de block » y est installé.

La station PLM au début des années 1900
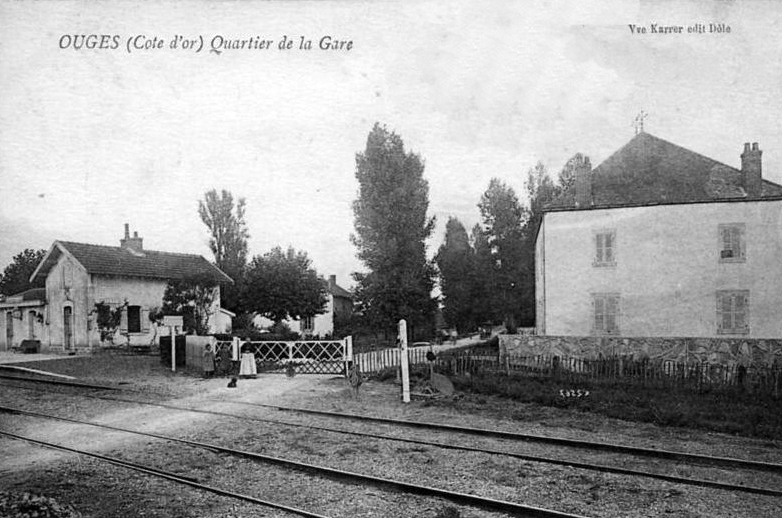
Bâtiment et passage à niveau.
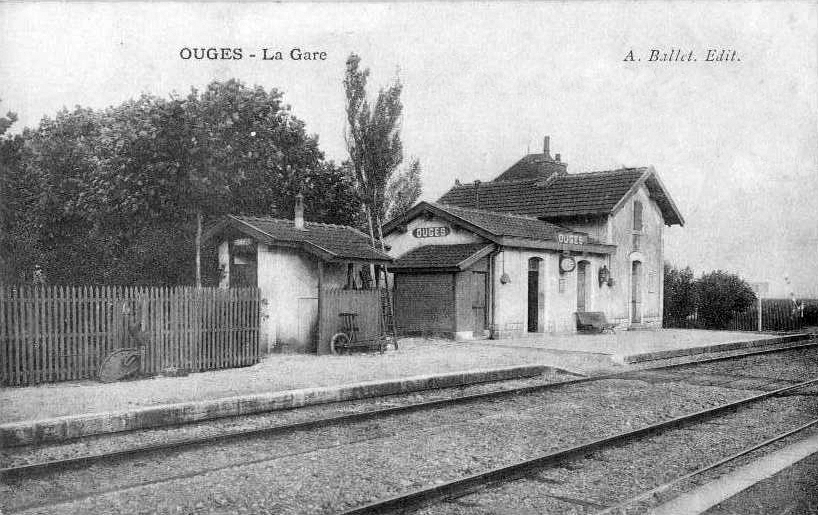
Voies, quai et bâtiment.

La halte est rénovée au début des années 2000, dans le cadre d'une convention régionale de modernisation des gares TER réalisée en partenariat par l'État, le Conseil Régional de Bourgogne et la SNCF. Les travaux ont notamment concerné la peinture de l'ancien bâtiment, la rénovation du mobilier et l'amélioration de l'information présente dans la halte.

## Fréquentation
De 2015 à 2023, selon les estimations de la SNCF, la fréquentation annuelle de la gare s'élève aux nombres indiqués dans le tableau ci-dessous.
| Année     | 2015  | 2016   | 2017   | 2018   | 2019   | 2020  | 2021  | 2022  | 2023   |
| --------- | ----- | ------ | ------ | ------ | ------ | ----- | ----- | ----- | ------ |
| Voyageurs | 8 819 | 11 390 | 13 018 | 11 913 | 14 461 | 7 286 | 4 629 | 8 945 | 11 403 |

## Services des voyageurs

### Accueil
Halte SNCF, c'est un point d'arrêt non géré (PANG) à accès libre.
La traversée des voies et l'accès aux quais s'effectuent par le passage à niveau routier qui est au centre de la halte, les quais étant disposés de chaque côté.

### Desserte
Ouges est desservie par des trains du réseau TER Bourgogne-Franche-Comté de la relation Dijon-Ville - Bourg-en-Bresse (ou Seurre).

### Intermodalité
Un petit abri pour les vélos et un espace pour quelques voitures y sont aménagés.

## Patrimoine ferroviaire
L'ancien bâtiment de la station de type PLM, réhabilité en habitation, est toujours présent sur le bord du quai.